# Бисерово (озеро)
Би́серово (Бисеровское, Биссерово, Биссеровское, Монастырское) — озеро в Московской области России. Расположено в 0,5 км к северу от станции Купавна Горьковского направления Московской железной дороги. Относится к бассейну Клязьмы. Площадь озера — 0,4 км², средняя глубина — 2,5 метра, максимальная — 3,8 метра. Площадь водосборного бассейна — 5,04 км². Высота над уровнем моря — 136,1 м.
Бисерово — самое близкое реликтовое озеро к Москве. Памятник природы регионального значения. К северу от озера, на месте выработанных торфяников, расположено крупное рыборазводное водохранилище Бисеровского рыбокомбината. На северо-западном берегу — село Бисерово (213 чел.) с храмом Богоявления.
В 1923 году на Бисеровом озере открылся первый в СССР пионерский лагерь, в котором в 1940-е годы военные устроили полигон для испытания военной техники — Центральные офицерские курсы.

## Гидрография
Происхождение ледниковое. Грунты песчаные, западный берег заилен, котловина озера заполнена мощным слоем сапропелевого ила. Озеро мелководное — с хорошей прогреваемостью, глубина не превышает 5 метров, прибрежная часть заросла травой.
В западной части впадает ручей и бьёт несколько ключей, исток находится у северной оконечности озера.
В 1980-е годы бывшим арендатором проведена расчистка ручьёв, выкошен тростник, проведена аэрация и зарыбление.
В мае 2012 года предположительно произошла локальная экологическая катастрофа — массовая гибель рыбы.
В марте 2019 года произошла очередная экологическая катастрофа — массовая гибель рыбы.

## Растительный и животный мир
- Рыба представлена 15 видами: окунь, щука, плотва, золотой и серебряный карась, пескарь, линь, верховка, ёрш, сом, ротан. В 1980-е занесены карп, пёстрый толстолобик, лещ и судак. Особенно благоприятные условия для обитания карася, щуки, плотвы и окуня. Есть упоминания о подусте, уклейке и голавле.
- Водная растительность: ряска, кувшинка, кубышка, элодея канадская, роголистник, водокрас.
- Растительность берегов представлена осокой береговой, частухой, тростником обыкновенным, рогозом озёрным, крапивой обыкновенной и двудомной, геранью лесной, чередой, лютиком, хвощом, камышом, на восточном берегу растут многолетние дубы.